# Zarzecze (powiat zamojski)
Zarzecze – wieś w Polsce położona w województwie lubelskim, w powiecie zamojskim, w gminie Zamość. Leży w południowej części gminy Zamość. Północno-zachodnią granicę wsi wyznacza rzeka Topornica.
W latach 1975–1998 miejscowość należała administracyjnie do województwa zamojskiego.
Wieś jest sołectwem w gminie Zamość. Według Narodowego Spisu Powszechnego z roku 2011 wieś liczyła 181 mieszkańców.
Wierni Kościoła rzymskokatolickiego należą do parafii św. Jana Chrzciciela w Lipsku.

## Historia
Początkowo nazwa wsi występowała w formie Zarzycze w 1828 roku lub Zarzyce w 1827 roku. Forma dzisiejsza Zarzecze, występuje w 1834 potem na stałe od 1895 roku.

Osadzona przez zarząd Ordynacji Zamojskiej na gruntach lipskich i częściowo wieprzeckich. Pierwsza źródłowa wzmianka o niej pochodzi z 1776 roku. 

Wedle dyplomu cesarza Józefa II z 1786 roku, wchodziła w skład ordynackiego klucza lipskiego. Inwentarze z 1800 r. wykazywały  istnienie we wsi jedynie młyna i karczmy.